# Bourreria calophylla
Bourreria calophylla là loài thực vật có hoa trong họ Mồ hôi. Loài này được (A.Rich.) Griseb. mô tả khoa học đầu tiên năm 1863.